# 慢性通貨膨脹
慢性通貨膨脹的特點是高得多的價格上漲比普通通貨膨脹，年增長率達到了10 ％到30 ％在一些工業化國家，甚至100 ％或更多的在少數發展中國家。
為了適應慢性通貨膨脹，正常的經濟活動受到破壞：消費者購買商品和服務，以避免甚至更高的價格;炒樓增加;企業集中在短期投資;獎勵獲得儲蓄，保險政策，養老金和長期債券減少，因為他們的未來通貨膨脹侵蝕購買力;各國政府迅速擴大支出預期過高收入;出口國競爭力的貿易受到不利條件迫使他們轉向保護主義和任意外匯管制。
在最極端的形式，長期價格上漲成為惡性通貨膨脹，造成整個經濟體系崩潰。

## 參看
- 津巴布韋元